# 蒂魯阿
38°20′29″S 73°29′28″W / 38.34139°S 73.49111°W

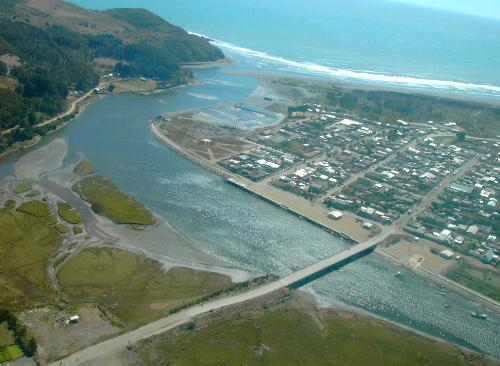

蒂魯阿（西班牙語：Tirúa），是智利的城鎮，位於該國中部比奧比奧大區的阿勞科省，始建於1695年，面積624.4平方公里，海拔高度14米，2012年人口9,644人，人口密度每平方公里15人。